# Centerpartiet
De Centerpartiet (C) (Nederlands: Centrumpartij) is een centristische politieke partij in Zweden. De partij werd in 1913 opgericht en is sinds 1917 vertegenwoordigd in het Zweedse parlement.
Traditioneel komen veel stemmen voor de Centerpartiet uit landelijke gebieden, maar sinds de partij na 2000 een wat liberale koers ging varen, groeide ook haar aanhang in de grote steden. De partij maakte meermaals deel uit van de Zweedse regering, voor het laatst in de periode 2006–2014.
Na de verkoop van de krantengroep Centertidningar AB in 2005 voor 1,8 miljard Zweedse kronen was de Centerpartiet enige tijd de rijkste partij ter wereld.

## Geschiedenis

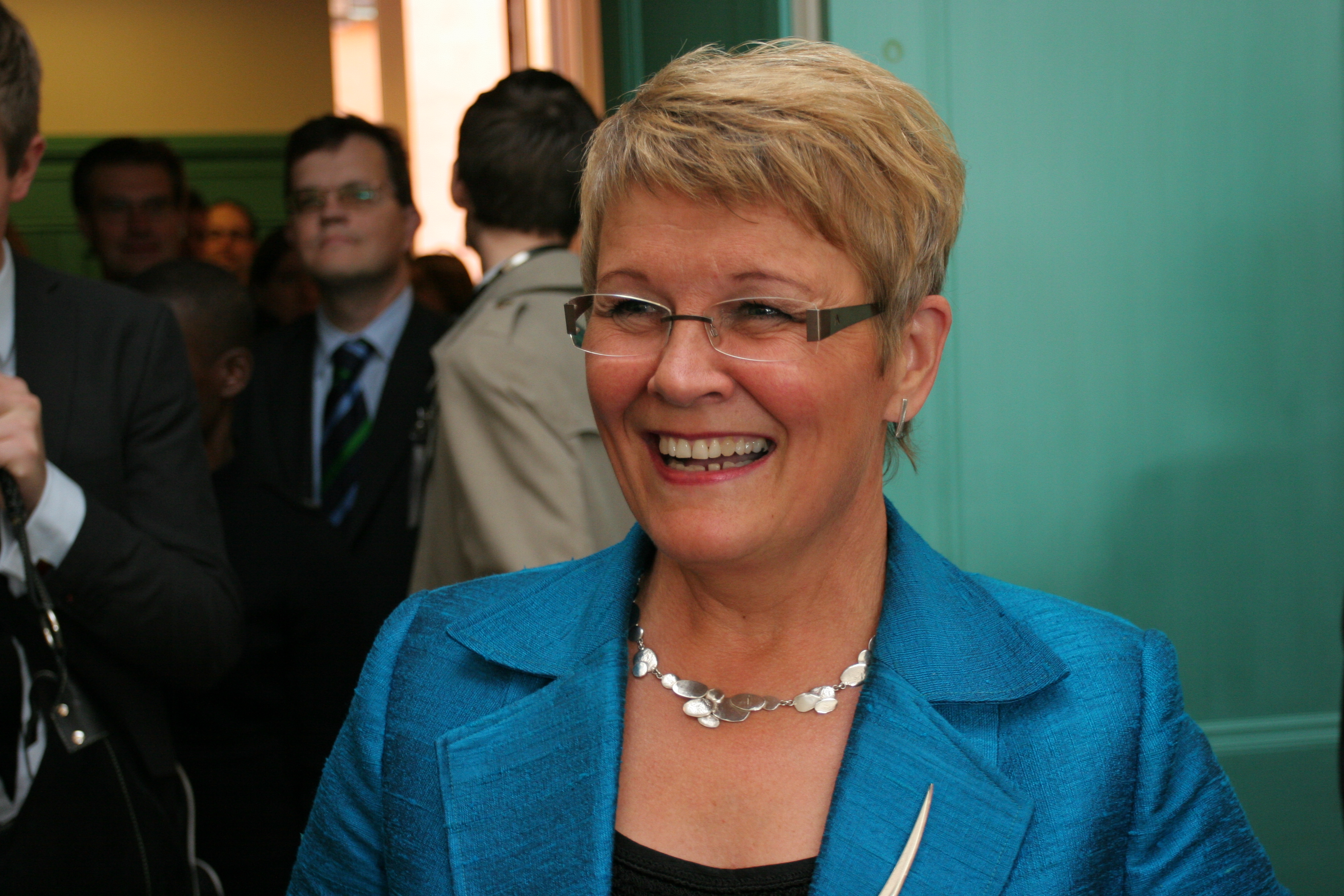
Maud Olofsson was partijleider van 2001 tot 2011

De uitslag van de verkiezingen van 2006 toont dat de partij nog steeds sterk staat in afgelegen gebieden.
0-4.9%
5-7.8%
8-11.9%
12-15.9%
16%+

In 1913 wordt de partij opgericht als Bondeförbundet (Nederlands: Boerenverbond). In 1922 wordt de Jordbrukarnas Riksförbund bij de partij gevoegd. In de jaren 1930 neemt de Bondeförbundet een pro-nazi agenda aan, iets waar de huidige partijleiding zich duidelijk van wil distantiëren. In 1936 is partijleider Axel Pehrsson-Bramstorp enkele maanden premier van Zweden.
In 1957 krijgt de Bondeförbundet een nieuwe naam: voortaan heet de partij Centerpartiet. Voor een kwarteeuw zal deze partij aan de zijde staan van de sociaaldemocraten, soms in coalitieregeringen zoals in de periode 1951-1957. Daarna verandert de partij van standpunt en kiest ze ervoor samen te werken met centrumrechtse partijen. Op die manier wordt partijkopstuk Thorbjörn Fälldin twee keer minister-president (1976–1978 en 1979–1982). De periode tussen 1982 en 2006 brengt de partij echter vooral in de oppositie door, met uitzondering van de jaren 1991–1994, toen de Centerpartiet deel uitmaakte van de regering van Carl Bildt.
In 2004 wordt de samenwerking met de andere centrumrechtse partijen bekrachtigd met de oprichting van de Allians för Sverige. Na de winst bij de verkiezingen van 2006 vormt deze alliantie een regering onder leiding van premier Fredrik Reinfeldt. Centerpartiet-leider Maud Olofsson wordt vicepremier. Bij de verkiezingen van 2010 verliest de partij 1,3% van de stemmen en 7 zetels in de Riksdag. De regering houdt stand tot 2014.
Hoewel de achterban van de Centerpartiet zich van oudsher vooral in landelijke gebieden bevindt, slaat zij sinds de jaren 2000 ook aan in de steden. In 2006 was het de snelst groeiende partij in de hoofdstad Stockholm. Dit zou kunnen liggen aan het feit dat de partij iets liberaler is geworden. Er wordt vermoed dat veel stemmen die bij de Folkpartiet liberalerna verloren zijn gegaan, bij de Centerpartiet zijn terechtgekomen.
In 2011 treedt Maud Olofsson na ruim tien jaar af als leider van de partij. Ze wordt opgevolgd door Annie Lööf, die de partij uiteindelijk tot 2023 zal blijven leiden. Tussen 2018 en 2022 geeft de partij gedoogsteun aan de sociaaldemocratische kabinetten Löfven III en Andersson.

## Ideologie
De partij onderhoudt nog steeds banden met het platteland en omschrijft zichzelf als een groene, sociale en liberale partij. Historisch gezien is de Centrumpartij te plaatsen binnen de ideologie van het Noorders agrarianisme, net als bijvoorbeeld de Noorse Senterpartiet en de Finse Keskusta. Daarnaast zou je de Centerpartiet ook kunnen typeren als een sociaalliberale partij met aandacht voor het milieu en zaken die het platteland en de landbouw aanbelangen.
De partij verzet zich tegen het gebruik van kernenergie en is voorstander van decentralisatie. Tegenwoordig is de Centerpartiet pro-Europees ingesteld. De partij pleitte steeds voor een federaal Europa en toetreding tot de eurozone. Dat laatste standpunt is echter recent gewijzigd, mede onder druk van de jongerenorganisatie. Bij het referendum (in 2003) waarbij Zweden een voor of tegen de euromunt kunnen uitbrengen, positioneerde de partij zich wel in het nee-kamp.

## Zetelaantal in de Riksdag
| Jaar | Zetels   |
| ---- | -------- |
| 1936 | 36 / 230 |
| 1940 | 28 / 230 |
| 1944 | 35 / 230 |
| 1948 | 30 / 230 |
| 1952 | 26 / 230 |
| 1956 | 19 / 231 |
| 1958 | 32 / 231 |
| 1960 | 34 / 232 |
| 1964 | 36 / 233 |
| 1968 | 39 / 233 |
| 1970 | 71 / 350 |
| 1973 | 90 / 350 |
| 1976 | 86 / 349 |

| Jaar | Zetels   |
| ---- | -------- |
| 1979 | 64 / 349 |
| 1982 | 56 / 349 |
| 1985 | 43 / 349 |
| 1988 | 42 / 349 |
| 1991 | 31 / 349 |
| 1994 | 27 / 349 |
| 1998 | 18 / 349 |
| 2002 | 22 / 349 |
| 2006 | 29 / 349 |
| 2010 | 23 / 349 |
| 2014 | 22 / 349 |
| 2018 | 31 / 349 |
| 2022 | 24 / 349 |

## Partijleiders
- Erik Eriksson (1916-1920)
- Johan Andersson (1920-1924)
- Johan Johansson (1924-1928)
- Olof Olsson (1928-1934)
- Axel Pehrsson-Bramstorp (1934-1949)
- Gunnar Hedlund (1949-1971)
- Thorbjörn Fälldin (1971-1985)
- Karin Söder (1985-1987)
- Olfo Johansson (1987-1998)
- Lennart Daléus (1998-2001)
- Maud Olofsson (2001-2011)
- Annie Lööf (2011-2023)
- Muharrem Demirok (sinds 2023)